# Pražský seniorát
Pražský seniorát je jedním ze seniorátů Českobratrské církve evangelické zahrnující 31 evangelických sborů v Praze a jejím okolí. Jeho rozloha dosahuje 6 588 km² a sbory seniorátu čítají úhrnem 7304 členů.
V čele seniorátu stojí jeho senior, jímž je od roku 2021 Matěj Opočenský, farář sboru v Praze - Vršovicích, a seniorátní kurátor Daniel Heller ze sboru ve Praha 6 – Dejvice. Jejich náměstky jsou David Balcar s Lenkou Ridzoňovou a Petr Štulc spolu s Tomášem Fendrychem.
V roce 2003 se seniorkou Pražského seniorátu stala Lýdia Mamulová, která tak byla první ženou na této pozici v celé církvi.

## Seniorátní výbor do změny vroce 2021
Teologové:
- Roman Mazur (senior) – Praha 8 – Libeň
- David Balcar (1. náměstek) – Praha 1 – Nové Město
- Lenka Ridzoňová (2. náměstkyně) – Praha 6 – Střešovice
- Matěj Opočenský (1. náhradník) – Praha 10 – Vršovice
- Pavel Kalus (2. náhradník) – Praha 3 – Žižkov I

Laici:
- Daniel Heller (seniorátní kurátor) – Praha 6 – Dejvice (nezaměňovat s Danielem Hellerem, farářem ve Valašském Meziříčí)
- Jan Mašek (1. náměstek) – Praha 6 – Dejvice
- Tomáš Fendrych (2. náměstek) – Praha 6 – Střešovice
- Jana Šarounová (1. náhradník) – Praha 2 – Vinohrady
- Eva Potměšilová (2. náhradník) – Praha 3 – Žižkov II